# فرودگاه شهری کرویل
فرودگاه شهری کرویل (به انگلیسی: Kerrville Municipal Airport) (به زبان بومی: Louis Schreiner Field) یک فرودگاه با کد یاتا ERV است که یک باند فرود آسفالت دارد و طول باند آن ۱۸۲۹ متر است. این فرودگاه در شهر کرویل، تگزاس کشور ایالات متحده آمریکا قرار دارد .